# PO KSI
Die Professional Association of Designers of Data Processing Systems, auch ANO PO KSI, ist eine russische Nichtregierungsorganisation. Laut den USA handelt es sich um eine Ausbildungsstätte für SIGNIT- und Cyberwar-Aktivitäten des russischen Militärnachrichtendienstes GRU.